# WWE Capitol Punishment
WWE Capitol Punishment foi um evento em formato de pay-per-view produzido pela WWE. Ocorreu em 19 de junho de 2011 no Verizon Center, em Washington, D.C.

## Antes do evento
Capitol Punishment terá lutas de wrestling profissional de diferentes lutadores com rivalidades e storylines pré-determinadas que se desenvolveram no Raw, SmackDown, NXT e WWE Superstars — programas de televisão da WWE. Os lutadores interpretaram um vilão ou um mocinho seguindo uma série de eventos para gerar tensão, culminando em várias lutas. O poster promocional do evento é uma charge de uma luta entre Rey Mysterio e John Cena, com o presidente dos Estados Unidos Barack Obama como árbitro. Uma vídeomontagem onde Obama responderia perguntas sobre o evento também foi usado para promoção. Em 30 de maio, uma nova videomontagem foi divulgado, onde Obama responderia mais perguntas sobre o evento. Uma terceira montagem também foi divulgada, onde Obama conversaria com R-Truth. Mais um vídeo foi mostrado em 13 de junho, onde alguns lutadores do SmackDown fariam perguntas ao presidente durante uma coletiva.

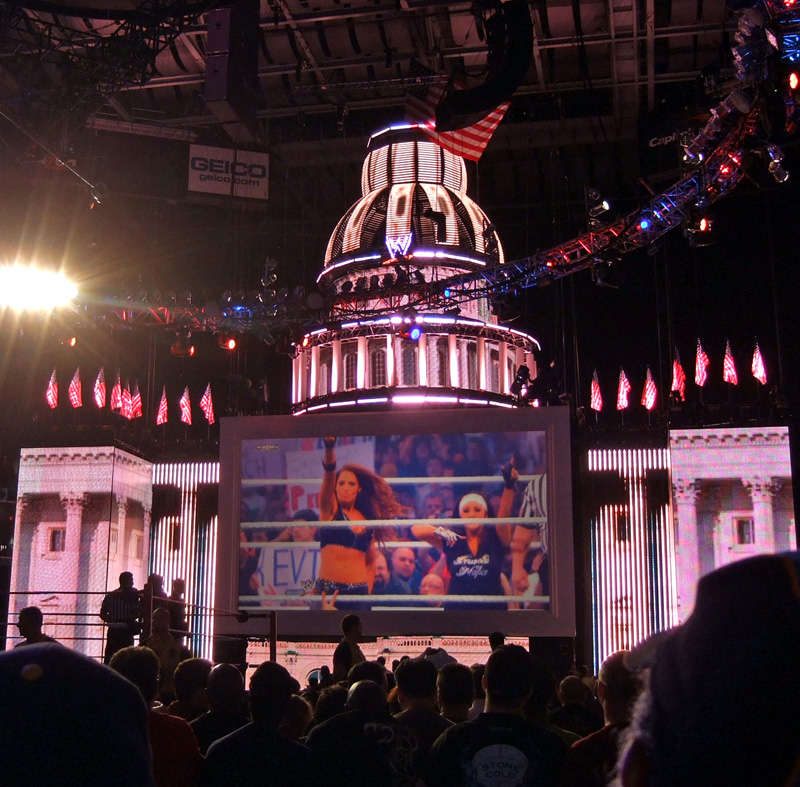
O Cenário para o Pay-Per-View

Após perder uma Triple Threat match pela chance de enfrentar John Cena pelo WWE Championship no Over the Limit e derrotar Rey Mysterio no evento, R-Truth passou a humilhar os fãs de Cena, o que levou os dois à uma luta no Raw de 30 de maio, a qual foi vencida por Truth. Em vídeo exclusivo do WWE.com, o Gerente Geral anônimo anunciou que se, na semana seguinte, Truth se desculpasse pelas humilhações, ganharia uma luta pelo WWE Championship no Capitol Punishment. Ele o fez na semana seguinte, fantasiado com uma farda dos Exército dos Estados Confederados, assim ganhando sua luta pelo título.
No Extreme Rules, Christian ganhou o World Heavyweight Championship. No entanto, o perdeu para Randy Orton cinco noites depois. Ele teve sua revanche no Over the Limit, mas foi novamente derrotado. No SmackDown de 3 de junho, Christian foi o árbitro de uma luta entre Orton e Sheamus. Após a luta, Christian atacou Orton com o cinturão. Na semana seguinte, Christian se tornou um vilão ao xingar os fãs e novamente atacar Orton. Antes, no entanto, desafiou Randy para uma luta pelo título no Capitol Punishment.
Desde o fim da segunda temporada do NXT, Alex Riley se tornou assistente de seu antigo pro, The Miz, interferindo em suas lutas, por vezes, o fazendo perder. No entanto, no Over the Limit, Riley interferiu na "I Quit" match entre Miz e Cena pelo WWE Championship, exibindo uma gravação da voz de Cena desistindo. O juiz percebeu o esquema e Miz acabou sendo derrotado. Na noite seguinte, no Raw, Miz demitiu e humilhou Riley, que, cansado dos xingamentos, brutalmente atacou seu ex-chefe.
No Raw de 6 de junho, a dupla Big Show e Kane perderam os WWE Tag team Championship para David Otunga e Michael McGuillity da Nexus com a assistência do líder, CM Punk e durante uma entrevista pós-luta, Alberto Del Rio provocou Big Show e ele perseguiu Del Rio até o seu ring announcer Ricardo Rodriguez bater com o carro em na perna de Big Show (kayfabe) fazendo Big show se ausentar.
No Stone Cold Raw, Stone Cold Steve Austin, que era o guest Raw general manager marcou uma luta entre Del Rio e Kane que acabous endo vencida por Kane por desqualificação de Del Rio pois não desarmar o cross-armbreaker enquanto Kane agarrava as cordas e então Big Show aparece e ataca Del Rio e Ricardo, deixando Ricardo inconsciente e obrigando a Kane submete-lo para segurar o gigante.
No Smackdown de 18 de junho, houve boatos de Del Rio voltaria para Smackdown e então Big Show foi lá mas foi impedido por Theodore Long e obrigado a lutar com Mark Henry deixando o World Stongest Man inconsciente depois de um ataque furioso do gigante.Mais tarde o gigante tentou atacar Del Rio, mas ele escapou e o gigante destruiu o ring inteiro de raiva.
No Over The Limit, Wade Barret conseguiu reter o título de Intercontinental Champion de Ezekiel Jackson com ajuda de seu grupo, The Corre mas, em uma luta 6-man tag team match, Wade abandonou Health Slater e Justin Gabriel e depois da luta, seus companheiros desfizeram o grupo agora Jackson tem uma nova chance de lutar pelo título.
Durante o final de maio e o começo de junho, CM Punk e Rey Mysteryo começaram a ter desentendimentos por causa de uma luta vencida por CM Punk com a ajuda de Mason Ryan, levando a um rematch no Raw seguinte onde Mysteryo venceu e agora os dois se enfrentaram no Capitol Punishment.
Também houve uma briga de Evan Bourne e Jack Swagger por causa de uma luta que Evan Bourne havia ganhado e a ajuda do high-flyer em uma luta de Booker T e Jack Swagger onde Swagger perdeu por contagem de propósito e Evan Bourne o empurrou ao ring deixando Booker T utilizar o Scissor Kick e Evan Bourne utilizar o AirBourne.

## O evento
A primeira luta da noite foi entre o United States Champion Kofi Kingston e o desafiante Dolph Ziggler, acompanhado de Vickie Guerrero. No início Kingston usou de agilidade para manter o domínio, durante um curto período foi castigado por Ziggler, recuperou o domínio até que o juiz foi distraído e Vickie Guerrero puxou fortemente seus cabelos, o que deu tempo suficiente para Dolph encaixar Sleeper Hold em Kofi, vencendo a luta.
A segunda luta da noite foi entre The Miz e seu ex-aprendiz Alex Riley. Riley teve um pequeno domínio no início, mas esse quadro logo se reverteu, com Miz castigando o adversário durante toda luta, apenas no final Riley, em um golpe de sorte aproveitando a discussão entre Miz e o juiz, venceu a luta com um Lifting DDT.
A terceira luta da noite foi entre Alberto Del Rio e Big Show. Antes mesmo da luta começar Show já atacou Del rio na rampa de entrada, mas quando ia entrando no ringue foi atacado por Mark Henry, este atacou principalmente a perna esquerda de Show. A luta finalmente começou e Del rio sofreu vários golpes de Show antes de conseguir aplicar uma chave perna em seu oponente fazendo com que a luta acabasse por nocaute.

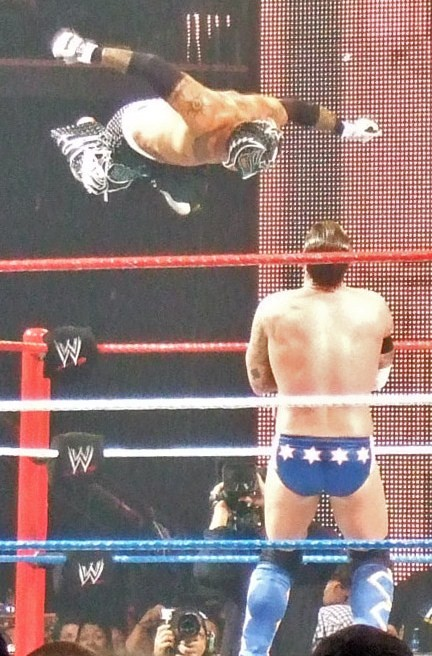
Rey Mysterio vs CM Punk.

A quarta luta da noite foi entre o Intercontinental Champion Wade Barrett e o desafiante Ezekiel Jackson. Wade Barret teve um longo domínio na primeira metade da luta, tentou fazer o pinfall após um Wasteland sem sucesso. A partir daí Jackson dominou castigando Barrett, fortemente e o fazendo desistir com um Torture Rack.
A quinta luta da noite foi entre Rey Mysterio e o líder do The New Nexus CM Punk. Foi uma das lutas mais equilibradas da noite considerando que os dois lutadores eram muito técnicos. Mysterio usou toda rapidez e agilidade, enquanto que Punk, usou suas técnicas apuradas e sua vantagem física em relação ao seu oponente. Ambos tentaram incessantemente aplicar seus finishers e liquidar a luta, mas sempre isso não acontecia até que Punk reverteu um 619 em um GTS pinando Rey.
A sexta luta da noite foi entre o World Heavyweight Champion Randy Orton e o desafiante Christian. Christian tentou usar de sua experiência para dominar o combate, mas não conseguiu isso, com Orton dominando mais da metade da luta. Apenas no final a luta veio a se tornar igualitária, com Christian chegando a aplicar um Spear em Randy,  mas sem conseguir piná-lo. A luta acabou após um RKO em Christian. Após a luta Christian foi reclamar ao juiz que estava com a perna embaixo da corda durante a contagem, mas foi nocauteado por Orton com o cinturão.
A sétima luta da noita foi entre Evan Bourne e Jack Swagger. Swagger castigou Bourne durante toda a luta, com este tendo apenas vagos momento de domínio onde usou de agilidade a seu favor. A luta terminou após um série de reversões. Evan tentou reverter um Gutgwench Powerbomb para um Roll-up, mas esse foi revertido em um Ankle Lock, que mais uma vez foi revertido para um Roll-up por Bourne, dando a vitória ao último.
A oitava e última luta da noite foi entre o WWE Champion John Cena e o desafiante R-Truth. A luta foi igualitária, com uma leve vantagem de Truth, que conseguiu até mesmo aplicar seu finisher JawBreaker. Porém, no final da luta Truth saiu do ringue foi até um garotinho vestido com acessórios de Cena (boné, blusa, etc.) tirou seu boné colocou na cabeça e bebeu seu refrigerante, devolveu o refrigerante ao garotinho e este lhe jogou o líquido no rosto. Aproveitando a distração de Truth Cena colocou este para dentro do ringue, aplicou-lhe um Attitude Adjustment, pinando-o. Após a luta Cena levou o Garotinho ao ringue e comemorou com ele.

## Resultados
| Nº                                          | Resultados                                                                           | Estipulações                                        | Tempo |
| ------------------------------------------- | ------------------------------------------------------------------------------------ | --------------------------------------------------- | ----- |
| Dark                                        | Vladimir Kozlov e Santino Marella derrotaram Justin Gabriel e Heath Slater           | Luta de duplas                                      | N/A   |
| 1                                           | Dolph Ziggler (com Vickie Guerrero) derrotou Kofi Kingston (c)                       | Luta individual pelo United States Championship     | 11:06 |
| 2                                           | Alex Riley derrotou The Miz                                                          | Luta individual                                     | 10:13 |
| 3                                           | Alberto Del Rio (com Ricardo Rodriguez) derrotou Big Show por paralisação do árbitro | Luta individual                                     | 4:57  |
| 4                                           | Ezekiel Jackson derrotou Wade Barrett (c) por submissão                              | Luta individual pelo Intercontinental Championship  | 6:36  |
| 5                                           | CM Punk derrotou Rey Mysterio                                                        | Luta individual                                     | 14:59 |
| 6                                           | Randy Orton (c) derrotou Christian                                                   | Luta individual pelo World Heavyweight Championship | 14:06 |
| 7                                           | Evan Bourne derrotou Jack Swagger                                                    | Luta individual                                     | 7:12  |
| 8                                           | John Cena (c) derrotou R-Truth                                                       | Luta individual pelo WWE Championship               | 14:45 |
| (c) – Refere-se aos campeões antes da luta. |                                                                                      |                                                     |       |